# Joel Miller
Joel Miller egy karakter a Naughty Dog által fejlesztett The Last of Us videojáték-sorozatban. A játékokban Troy Baker alakítja Joel-t mozgásrögzítéssel és szinkronszínészként; a televíziós adaptációban pedig Pedro Pascal játssza a karaktert.

## Karakterjellemzés
The Last of Us prológusában Joel érzékeny, egyedülálló szülőként van ábrázolva, aki érzelmileg elkötelezett a lánya iránt. Miután gyermeke meghal, és az azt követő 20 év alatt, amelyek során Joel több borzalmas eseményt is tanúja volt, jelentősen megváltozik. Erőszakot használ problémák megoldására, és vonakodik, amikor felkérik, hogy kísérje el Elliet. Joel-t gyakran antihősként írják le. Joel egy megkeményedett túlélő, akinek a túlélés iránti megszállottságát a lányának a halála miatti érzéketlenedése táplálja. Joel túlélésének évei arra késztették, hogy találékony, gyakorlati és érzelmileg áthatolhatatlan legyen, bár még mindig traumákkal küzd és sebezhető. Joel igyekszik elkerülni, hogy másokhoz kötődjön, mivel fél attól, hogy elveszítheti őket. Minden mozdulata tükrözi életkorát és tapasztalatát, magán viselve az elveszett életek terhét. Ahogy a játék halad előre, Joel egyre érzékenyebbé válik Ellie iránt, és olyan módon beszél vele, amit korábban csak a lányának tartott fenn. Joel cselekedete, amikor megmenti Elliet az első játék végén, azt mutatja, hogy túl érzelmessé és túl kötődővé vált Elliéhez ahhoz, hogy "megtegye a helyes dolgot", ami gyakran megjelenik a férfi hősök történeteiben. Cselekedetét egyesek megváltásként, mások önzőségként értékelik.

## Megjelenése
|  | Alább a cselekmény részletei következnek! |

Joel, aki eredetileg Texasból származik, egyedülálló apa volt a 20-as vagy 30-as évei végén, amikor kitört az első Cordyceps-járvány. Otthona elhagyása közben, Tommy testvérével és 12 éves lányával, Sarah-val, Austin közelében tűzharcba keveredtek egy katonával. Sarah súlyosan megsebesült, és Joel karjaiban meghalt, ami traumát okozott neki. Az azt követő 20 évben Joel mindent megtett, amit a túlélés érdekében szükségesnek érzett. A kegyetlen poszt-apokaliptikus világban eltöltött idő alatt, miközben még mindig keserűen gyászolja a lánya halálát, Joel kemény túlélővé vált, aki fizikailag és mentálisan is edzett. Brutális harci stílusa van, és képes legyőzni sokkal fiatalabb férfiakat kézitusa során. Sarah halála után 20 évvel Joel egy csempész Boston karanténzónájában, amelyet egy katonai diktatúra irányít, barátjával és partnerével, Tess-szel dolgozik. Miközben egy korábbi társukat keresik, aki ellopott egy részüket a szállítmányukból, Joel és Tess Marlene, a tűzbogarak nevű lázadó milícia vezetőjének megbízásából el kell juttassák a 14 éves Elliet egy találkozóponthoz. Útjuk során Joel felfedezi, hogy Ellie immunis a fertőzésre. Amikor megérkeznek, Tess felfedi, hogy megfertőződött, és ragaszkodik hozzá, hogy Joel találkozzon Tommyval, egy volt tűzbogárral, hogy folytathassák a küldetést. Joel eleinte mogorva és zárkózott Ellitől, de ahogy haladnak előre, egyre inkább közelítenek egymáshoz. Kapcsolatuk még szorosabbá válik, amikor Ellie majdnem elveszíti Joelt egy súlyos sérülés miatt, majd Joel segít Ellinek, miután a lányt majdnem megöli egy kannibálokból álló banda. Végül Joel teljes elkötelezettségét mutatja, amikor úgy dönt, hogy megmenti Elliet a Tűzbogarak orvosai elől, akik a lány agyát szeretnék eltávolítani, hogy vakcinát fejlesszenek belőle. Miközben elhajtanak, Ellie felébred, és Joel azt mondja neki, hogy az orvosok feladták a gyógymód keresését. Ellie hamarosan szembesíti őt az eseményekkel, és Joel esküszik, hogy igazat mondott. Joel és Ellie új életet kezdenek építeni Jacksonban Tommyval. The Last of Us Part II prológusában Joel elmondja Tommynak, hogy bűntudata van amiatt, hogy hazudott Ellienek. A játék visszaemlékezései során végül elmondja neki az igazságot. Négy évvel az első játék után, amikor kapcsolatuk megromlott, Joel kifejezi Ellie-nek, hogy nem bánja, hogy megállította a Tűzbogarakat, és Ellie megígéri, hogy megpróbál megbocsátani neki. Másnap, amikor járőröznek, Joel és Tommy megmentenek egy idegent, Abby-t, aki a fertőzöttektől menekül, és egy nagy horda elől menekülve visszatérnek egy Abby csoportja által működtetett kilátóra. Miután bemutatkoznak, Joelt és Tommyt megtámadja a csoport akikről kiderül, hogy egykori Tűzbogarak, és most a Washington Liberation Front (WLF), egy Seattle-ben működő milícia tagjai. Ellie rátalál, de már késő, lefogják, és tehetetlenül nézi, ahogy Abby egy golfütővel halálra üti Joelt; később kiderül, hogy Abby apja volt az a vezető Tűzbogár sebész, akit Joel megölt, hogy Elliet megmentse. 
|  | Itt a vége a cselekmény részletezésének! |

## Fordítás
Ez a szócikk részben vagy egészben  a   Joel (The Last of Us) című angol Wikipédia-szócikk ezen változatának fordításán alapul.  Az eredeti cikk szerkesztőit annak laptörténete sorolja fel. Ez a jelzés csupán a megfogalmazás eredetét és a szerzői jogokat jelzi, nem szolgál a cikkben szereplő információk forrásmegjelöléseként.